# Stanisław Kostka Zamoyski
Stanisław Kostka Franciszek Salezy Reginald Zamoyski herbu Jelita (ur. 13 stycznia 1775 w Warszawie, zm. 2 kwietnia 1856 w Wiedniu) – hrabia, prezes Rządu Centralnego Wojskowego Tymczasowego Obojga Galicji w 1809, senator-wojewoda Księstwa Warszawskiego (1810), prezes Senatu Królestwa Polskiego od 29 stycznia 1822 do 20 lipca 1831, członek Rady Ogólnej Komisji Rządowej Wyznań Religijnych i Oświecenia Publicznego w 1830 roku, XII ordynat na Zamościu, do 1850 członek Rady Państwa Imperium Rosyjskiego, rzeczywisty tajny radca, kawaler maltański.

## Życiorys
Był synem Andrzeja Hieronima Zamoyskiego (1716–1792) – kanclerza wielkiego koronnego i księżnej Konstancji Czartoryskiej, córki Stanisława Kostki Czartoryskiego – cześnika wielkiego litewskiego. Był przeciwnikiem powstania listopadowego. W 1830 wyjechał do Petersburga. Później osiadł w Wiedniu. Dzięki jego staraniom prawa miejskie otrzymał w 1823 Jadów.
W 1812 roku jako wiceprezes Towarzystwa Królewskiego Gospodarczo-Rolniczego przystąpił do Konfederacji Generalnej Królestwa Polskiego.
W czasie powstania listopadowego był nieobecny na posiedzeniach Senatu, skreślony z listy senatorów przez sejm powstania listopadowego 20 lipca 1831 roku.
Hrabia S.I.R. po ojcu, zatwierdzony w Królestwie Kongresowym w 1820, a w 1844 w Rosji.
Odznaczony został Orderem Orła Białego 16 czerwca 1812 r. W 1812 został kawalerem Orderu Świętego Stanisława. Neapolitańską wielką wstęgę Orderu Obojga Sycylii otrzymał w 1810, w 1825 został kawalerem rosyjskich Orderu Świętego Andrzeja Apostoła Pierwszego Powołania i Orderu św. Aleksandra Newskiego; odznaczony maltańskim Orderem św. Jana Jerozolimskiego.
W 1811 został członkiem honorowym Towarzystwa Warszawskiego Przyjaciół Nauk.
Żonaty z księżniczką Zofią z Czartoryskich, córką Izabeli Czartoryskiej, z którą miał dziesięcioro dzieci (siedmiu synów i trzy córki) m.in. Andrzeja i Władysława.